# United Airlines Holdings

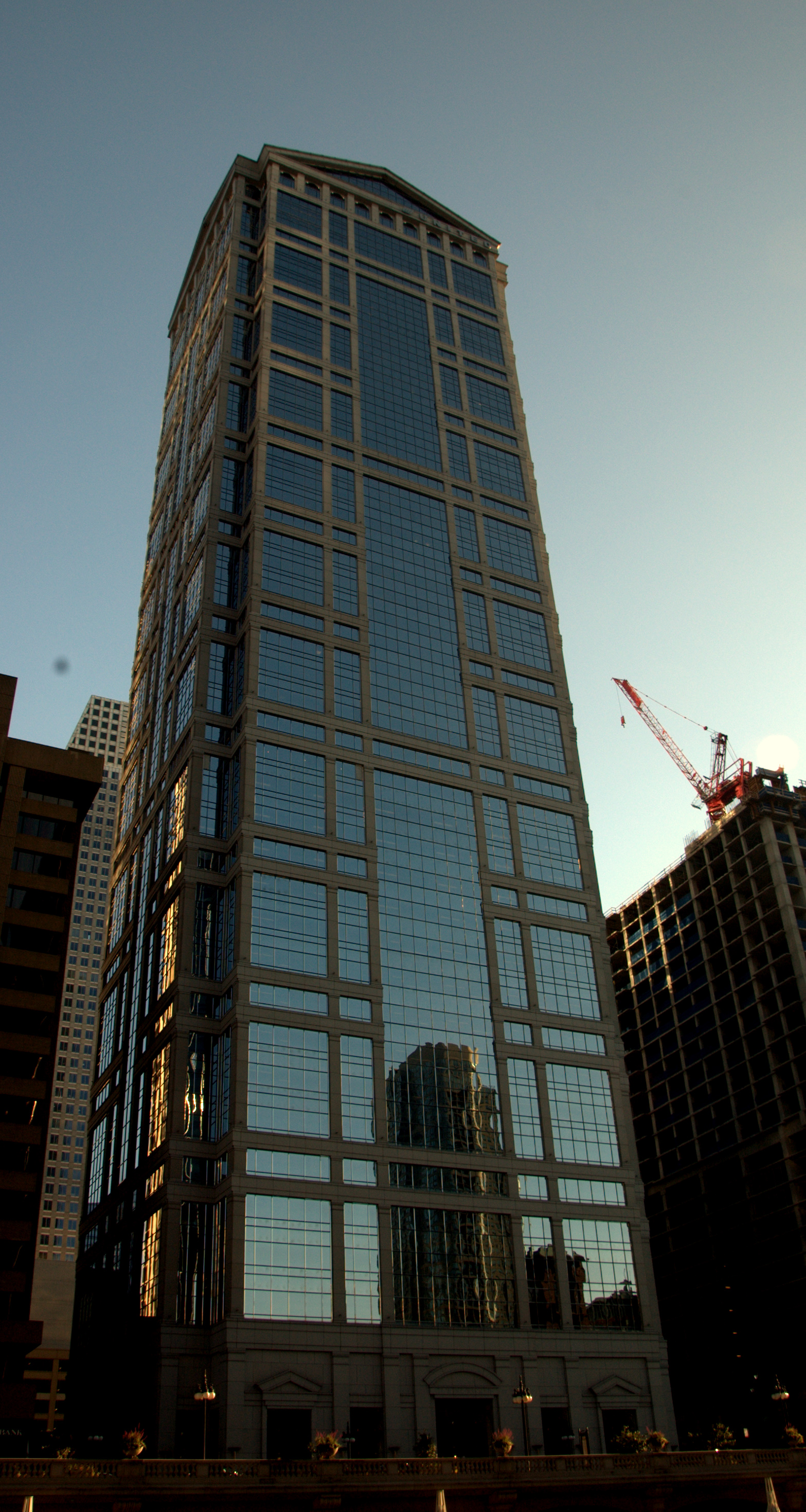
Il Donnelley Building al 77 West Wacker Drive, Chicago, sede di United

United Continental Holdings, Inc. (NYSE: UAL), è un'holding di compagnie aeree quotata in borsa con sede nella Willis Tower di Chicago. La società è il successore di UAL Corporation, che accettò di cambiare il suo nome in United Continental Holdings nel maggio 2010, quando venne raggiunto un accordo di fusione tra United Airlines e Continental Airlines. Le sue azioni verranno quotate con il simbolo UAL. Al momento della fusione gli azionisti di United possedevano il 55% della nuova compagnia e gli azionisti di Continental ne possedevano il 45%. Una volta completamente costituita, la nuova United Airlines sarà diventata la più grande compagnia aerea del mondo, come ricavato da passeggero al miglio. United è un membro fondatore dell'alleanza globale Star Alliance.
United Continental ha importanti operazioni tramite United Airlines e United Express a Chicago-O'Hare, Cleveland-Hopkins, Denver, Guam, Houston-George Bush, Los Angeles, Newark, San Francisco, Tokyo-Narita e Washington-Dulles. United Continental Holdings (UCH) gestisce alcune esclusività di United Airlines, come l'essere uno dei due soli vettori statunitensi autorizzati a servire l'Asia da Tokyo-Narita. Inoltre, UCH è il più grande vettore statunitense a operare in Cina e ha una grossa fetta di mercato in tutta l'Asia.
Continental Airlines, Inc. fu chiusa a marzo 2012.

## Storia
Dopo molti anni che vennero fondate le compagnie United Airlines (1926) e Continental Airlines (1934), precisamente nel 2008 cominciarono a vedersi i primi segni dell'ormai nuova compagnia: Continental Airlines era vicina alla fusione con United Airlines ma la crisi economica del 2008 e l'alto costo del greggio frenarono le operazioni di fusione. Dopo due anni di pausa, nell'aprile 2010 la United Airlines era in trattative per la fusione con US Airways, ma il 22 aprile 2010, la US Airways ha abbandonato il progetto dopo che la United ha scelto di riavvicinarsi a Continental. Il 3 maggio 2010 l'annuncio della fusione. Il 27 luglio 2010 il dipartimento dell'Unione europea per la concorrenza ha dato il via libera alla fusione. Stessa cosa è successa un mese dopo, il 27 agosto 2010, quando l'Antitrust USA ha dato il via libera alle nozze. Il semaforo verde, però, è scattato solo dopo che gli amministratori della nuova holding hanno rimosso dai progetti futuri della United Continental di mantenere come hub l'aeroporto di Newark-Liberty, rimasto come hub della Southwest Airlines. Il 1º ottobre 2010, nacque la nuova United Airlines.

## Flotta

### Flotta attuale
La nuova compagnia sarà al secondo posto dopo Delta Air Lines come flotta aerea. Gli aerei che comporranno la United Airlines saranno i seguenti:

#### Lungo Raggio

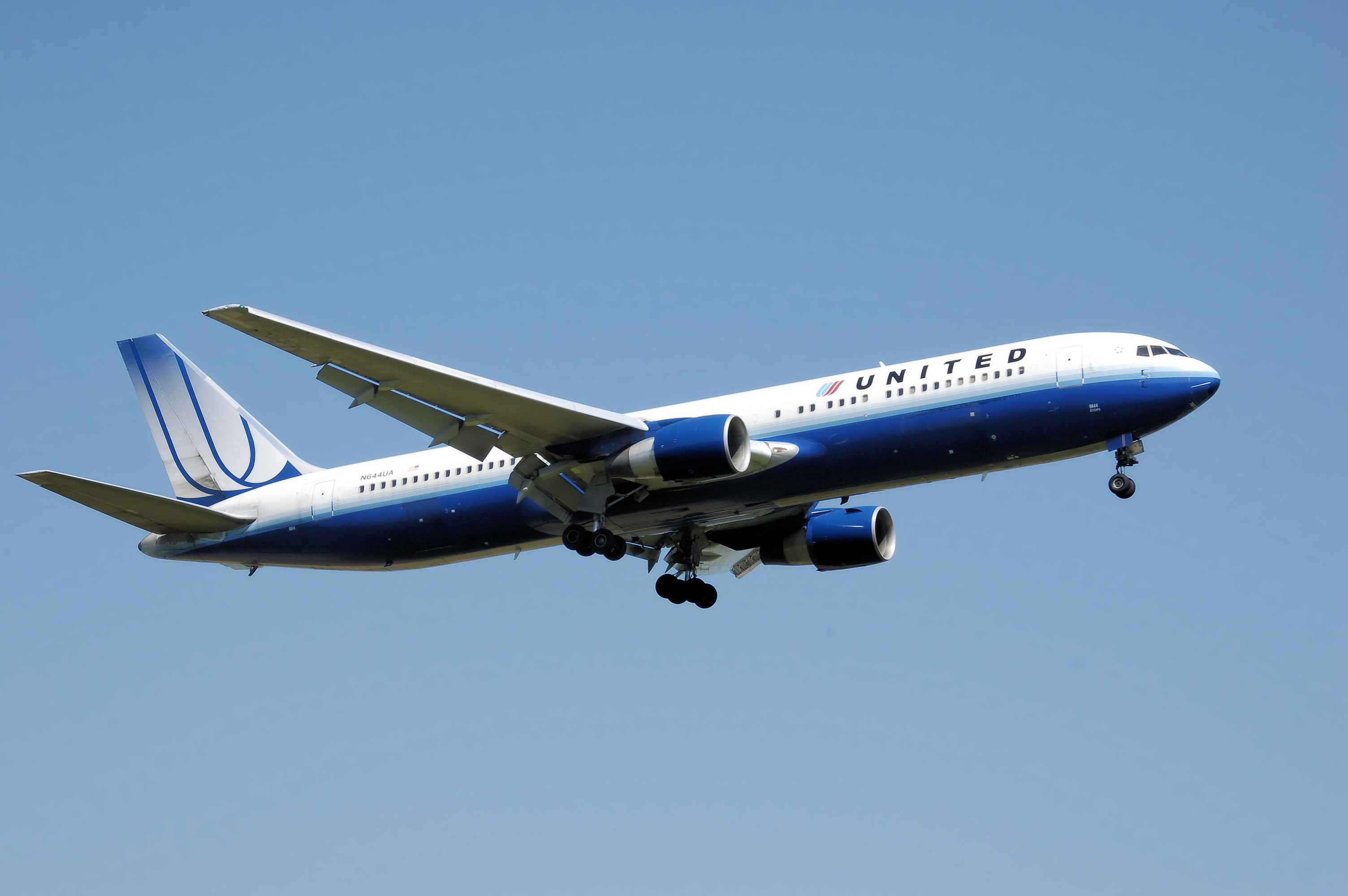
Un Boeing767-300

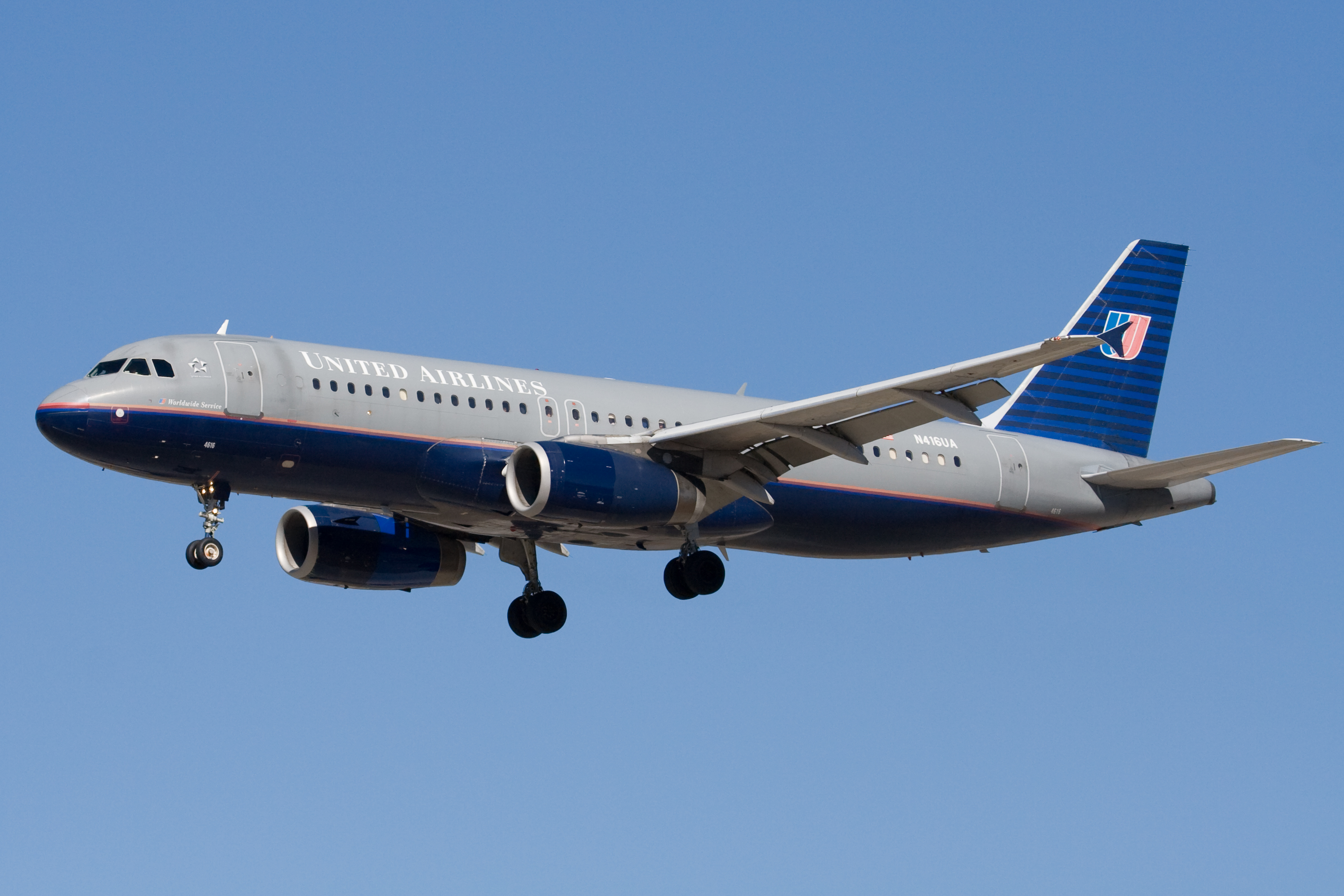
Un Airbus A320-200 in atterraggio

- 52 Boeing 777-200
- 20 Boeing 777-200ER
- 16 Boeing 767-400ER
- 35 Boeing 767-300
- 10 Boeing 767-200ER
- 25 Boeing 747-400

#### Medio/Breve Raggio

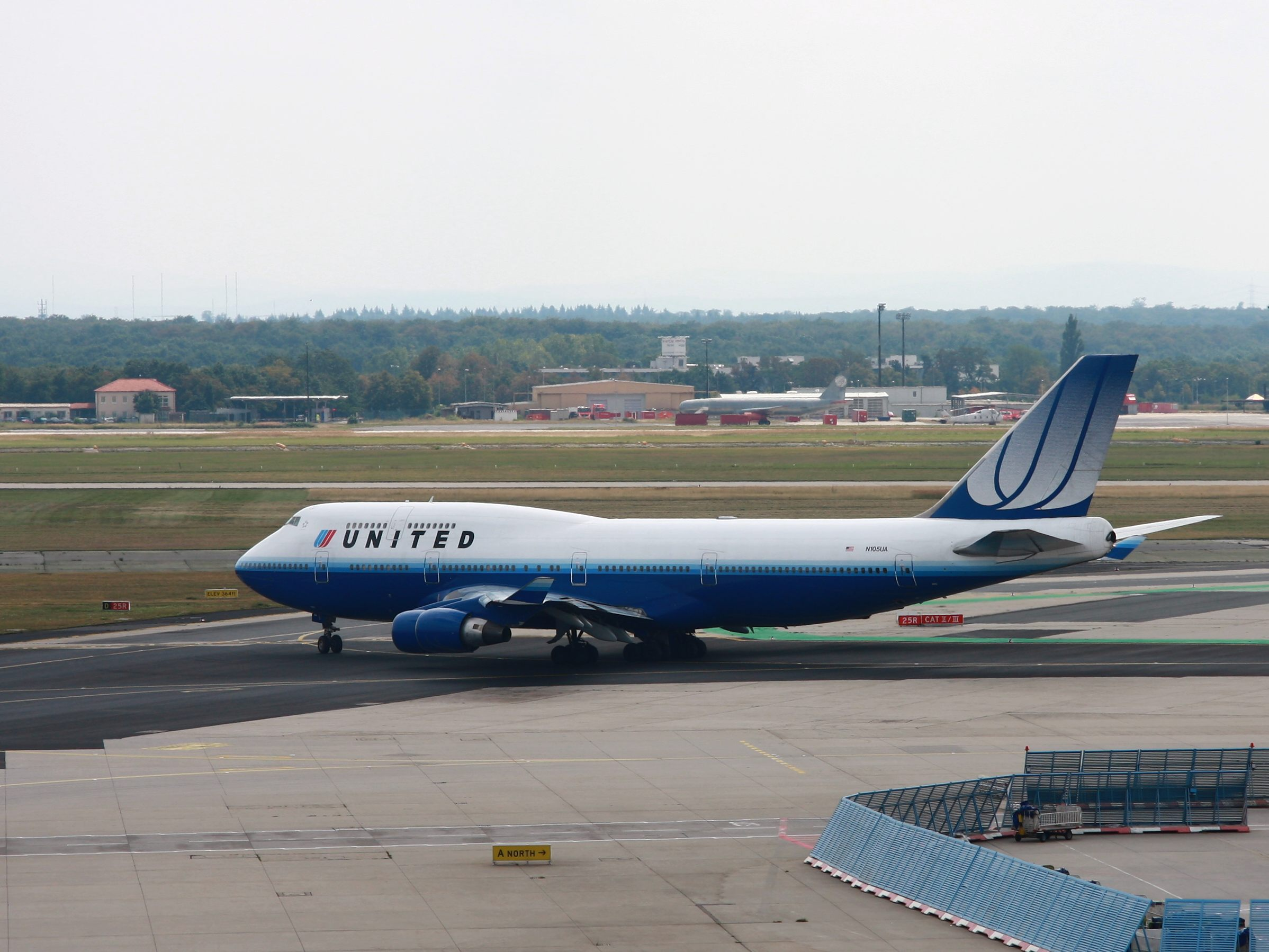
Un Boeing 747-400 al Frankfurt Airport

- 21 Boeing 757-300
- 137 Boeing 757-200
- 30 Boeing 737-900ER
- 12 Boeing 737-900
- 117 Boeing 737-800
- 36 Boeing 737-700

- 31 Boeing 737-500
- 34 Boeing 737-300
- 195 Boeing 737NG
- 97 Airbus A320-200
- 55 Airbus A319-100

### Aerei in ordine
- 14 Boeing 787-9
- 36 Boeing 787-8
- 2 Boeing 777-200ER
- 41 Boeing 737NG
- 25 Airbus A350-900

## Livrea
La livrea della nuova compagnia sarà come quella attuale della Continental, ma con la dicitura United e l'attuale carattere di scrittura. Sarà di colore blu, come lo sfondo del logo Continental. Una volta completata la fusione, sarà eseguita anche la riverniciatura dei velivoli.